# Koźmin (powiat turecki)
Koźmin – wieś w Polsce położona w województwie wielkopolskim, w powiecie tureckim, w gminie Brudzew.
Wieś Koźmin położona jest we wschodniej części gminy Brudzew. Ma powierzchnię 477 ha; przeważają tu gleby klasy V i VI. Sąsiaduje z gruntami Kwiatkowa, Dąbrowy, Kuźnicy Janiszewskiej i Głów.
Koźmin jest jedną z najlepiej rozwiniętych wsi gminy Brudzew. Na jej terenie funkcjonuje Szkoła Podstawowa, w budynku której znajduje się także filia Biblioteki Publicznej, jednostka Ochotniczej Straży Pożarnej, Koło Gospodyń Wiejskich, dwa sklepy spożywcze, a także Kopalnia Węgla Brunatnego Adamów S.A. o/Koźmin.
We wsi znajduje się także wybudowany na początku lat 70. w czynie społecznym dom ludowy.
Najcenniejszym obiektem przyrodniczym miejscowości jest niewątpliwie wiekowy dąb rosnący przy drodze do Dąbrowy. Ciekawym obiektem jest także stary wiatrak.

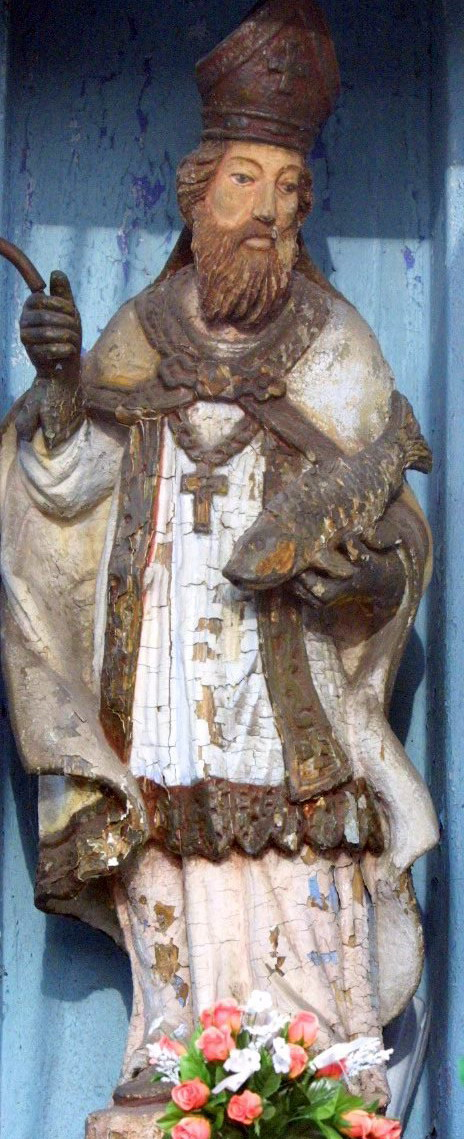
Barokowa rzeźba bł. Bogumiła z miejscowej kapliczki

## Historia
Około 1135 roku najprawdopodobniej w Koźminie urodził się błogosławiony Bogumił, arcybiskup gnieźnieński. 
W drugiej połowie XIX wieku w Koźminie stał browar, należący do Edmunda Krzemińskiego, który spłonął około roku 1885.
Do 1939 roku miejscowość była siedzibą gminy Koźmin. Od 1954 był siedzibą Prezydium Gromadzkiej Rady Narodowej (jednak koźmiński PGRN został połączony z PGRN Brudzew).
W latach 1954–1971 wieś należała i była siedzibą władz gromady Koźmin, po jej zniesieniu w gromadzie Brudzew. W latach 1975–1998 miejscowość należała administracyjnie do województwa konińskiego.

## Szkoła podstawowa
W Koźminie funkcjonuje sześcioklasowa Szkoła Podstawowa z filią w Krwonach. Historia placówki sięga początku XX wieku (około 1919 roku zaczęto nauczać w domach prywatnych).
Pomysł wybudowania budynku szkoły zrodził się już w czasie II wojny światowej. Inicjatorem budowy był ówczesny wójt gminy Koźmin, Jan Antosik. Niestety zakupione pod budowę szkoły materiały budowlane okupanci wykorzystali do remontu prywatnych domostw.
Po wojnie szkoła znów funkcjonowała w domach prywatnych, a także w budynku gminy, zaś jej pierwszym powojennym kierownikiem został Ignacy Polipowski. Odżyła też myśl budowy szkoły.
W roku 1947 powołano Komitet Budowy Szkoły w Koźminie. Wiele prac wykonano w czynie społecznym - tym sposobem zwieziono cały materiał budowlany, wykopano fundamenty, postawiono mury i dach. Nowy budynek szkoły oddano do użytku w 1951 roku.
W roku szkolnym 2005/06 w szkole w Koźminie uczyło się 123 dzieci z: Koźmina, Dąbrowy, Kwiatkowa, Kuźnicy Janiszewskiej, Krwon, Bogdałowa-Kolonii, Bogdałowa, Głów oraz Janowa. Natomiast w filii w Krwonach naukę pobierało 28 dzieci.

## Ochotnicza Straż Pożarna
Ochotnicza Straż Pożarna w Koźminie powstała w 1967 roku. Trzy lata później wybudowano w czynie społecznym remizę OSP. Jednostka zrzesza obecnie 32 członków czynnych, 2 członków wspierających oraz 1 druhnę. Strażacy z Koźmina posiadają samochód bojowy Star 244.

## KWB Adamów o/Koźmin
Na terenie zachodniej części wsi znajduje się odkrywka KWB Adamów. Odkrywka Koźmin uruchomiona została w 27 stycznia 1988 roku, zaś pierwszy węgiel wydobyto tu 10 października 1991 roku. Odkrywka Koźmin zakończyła pracę w czerwcu 2016 roku. Teren odkrywki został poddany rewitalizacji, a na jej obszarze zaplanowano farmę fotowoltaiczną o mocy 70 MW.